# Апп'яно-Джентіле
Апп'яно-Джентіле (італ. Appiano Gentile) — муніципалітет в Італії, у регіоні Ломбардія, провінція Комо.
Апп'яно-Джентіле розташований на відстані близько 520 км на північний захід від Рима, 35 км на північний захід від Мілана, 12 км на південний захід від Комо.
Населення — 7784 особи (2014).
Щорічний фестиваль відбувається 26 грудня. Покровитель — святий Степан.

## Демографія
Населення за роками:

Станом на 1 січня 2023 року в муніципалітеті офіційно проживало 419 іноземців з 53 країн, серед них 69 громадян країн Євросоюзу та 38 громадян України.

## Сусідні муніципалітети
- Берегаццо-кон-Фільяро
- Бульгарограссо
- Карбонате
- Кастельнуово-Боцценте
- Гуанцате
- Лураго-Мариноне
- Лурате-Каччивіо
- Ольтрона-ді-Сан-Маметте
- Традате
- Веніано